# 7. červen
7. červen je 158. den roku podle gregoriánského kalendáře (159. v přestupném roce). Do konce roku zbývá 207 dní. Svátek slaví Iveta a Slavoj.

## Události

### Česko
- 1424 – Husitské války: husitská vojska, vedená Janem Žižkou z Trocnova, porazila vojenskou koalici složenou z umírněných husitských šlechticů, pražanů a českých katolických feudálů v bitvě u Malešova.
- 1781 – Byl položen základní kámen Stavovského divadla v Praze. Otevřeno bylo 21. března 1783 jako Hraběcí Nosticovo divadlo.
- 1908 – V Praze zprovozněna tramvajová trať Čechův most – Právnická fakulta (Čechův most, náměstí Curieových) – Malostranská – Staroměstská
- 1920 – Byla podepsána Brněnská smlouva o ochraně menšin.
- 1923 – Bylo oficiálně ustanoveno Československé zpravodajství radiotelefonické.
- 1938 – Sudetoněmecká strana předložila československé vládě řadu nesplnitelných požadavků
- 1940
  - Premiéra baletu Jaroslava Křičky Král Lávra v Národním divadle Praha
  - Premiéra českého filmu Muzikantská Liduška režiséra Martina Friče podle stejnojmenné povídky Vítězslava Hálka. V hlavní roli Jiřina Štěpničková
- 1942 – V Praze na Pražském hradě se konal první pohřeb Reinharda Heydricha (druhý proběhl 9. června v budově nového říšského kancléřství v Berlíně).
- 1945 – Předsedou jednotné odborové organizace – Ústřední rady odborů – byl jmenován komunista Antonín Zápotocký.
- 1948 – Edvard Beneš abdikoval na úřad prezidenta, jeho nástupcem se pak stal Klement Gottwald.
- 1950 – I. Celostátní sjezd Československého svazu mládeže, který měl vychovávat mládež v duchu politiky KSČ, měla v této době milion členů. Předsedou byl zvolen Zbyněk Hejzlar.
- 1965 – V Praze došlo po dlouhotrvajících deštích k sesuvu půdy na svahu Petřína, což vyvolalo okamžité zastavení provozu pozemní lanové dráhy. K obnově došlo až po více než 20 letech.
- 1983 – AZNP Mladá Boleslav a Stile Bertone SpA uzavřely smlouvu na design nové řady osobních automobilů, pozdější Škody Favorit.
- 2016 – V Plzni–Doubravce byl proražen západní konec jižního tubusu Ejpovického tunelu (ražba 4150 m dlouhého tunelu začala 31. ledna 2015).

### Svět
- 0421 – Východořímský císař Theodosius II. si v Konstantinopoli bere za ženu Aelii Eudocii.
- 0879 – Papež Jan VIII. uznal Chorvatské vévodství v čele s vévodou Branimírem, jako nezávislý stát
- 1002 – Jindřich II., bratranec císaře Otto III., je zvolen a v Mohuči korunován posledním římským králem Německa.
- 1099 – První křížová výprava: Započalo obléhání Jeruzaléma křižáky.
- 1494 – Španělé a Portugalci si rozdělují svět podle Tordesillaské smlouvy. Papež Alexandr VI. viděl vzrůstající nevraživost mezi oběma zeměmi v boji o získání co největšího počtu zámořských kolonií a chtěl tak zabránit jejich vzájemné válce. Nově objevená Amerika měla připadnout Španělsku a Afrika a Asie Portugalsku.
- 1654 – Francouzským králem korunován Ludvík XIV.
- 1892 – V USA byl zatčen černoch Homer Plessy, protože odmítl opustit své místo ve vlaku ve voze „určeném jen bílým“. Výsledný soudní proces Plessy vs. Ferguson prohrál.
- 1905 – Norsko prohlásilo unii se Švédskem za rozpuštěnou, čímž vyhlásilo nezávislost.
- 1906 – Na vodou byl spuštěn luxusní zaoceánský parník RMS Lusitania.
- 1942 – Druhá světová válka: drtivým vítězstvím spojenců skončila bitva u Midway.
- 1968 – V Dánsku otevřeli první Legoland – Legoland Billund.
- 1978 – Amatérský astronom James McMahon při pozorování planetky (532) Herculina objevil první asteroidní měsíc.
- 1981 – Izraelské letectvo zničilo Irácký jaderný reaktor Osirak – operace Opera.
- 1983 – Odstartovala Veněra 16.
- 2008 – Na Islandu ustavili Národní park Vatnajökull.
- 2016 – Při bombovém útoku v tureckém Istanbulu zemřelo 11 osob a dalších 36 bylo zraněno.

## Narození

### Česko

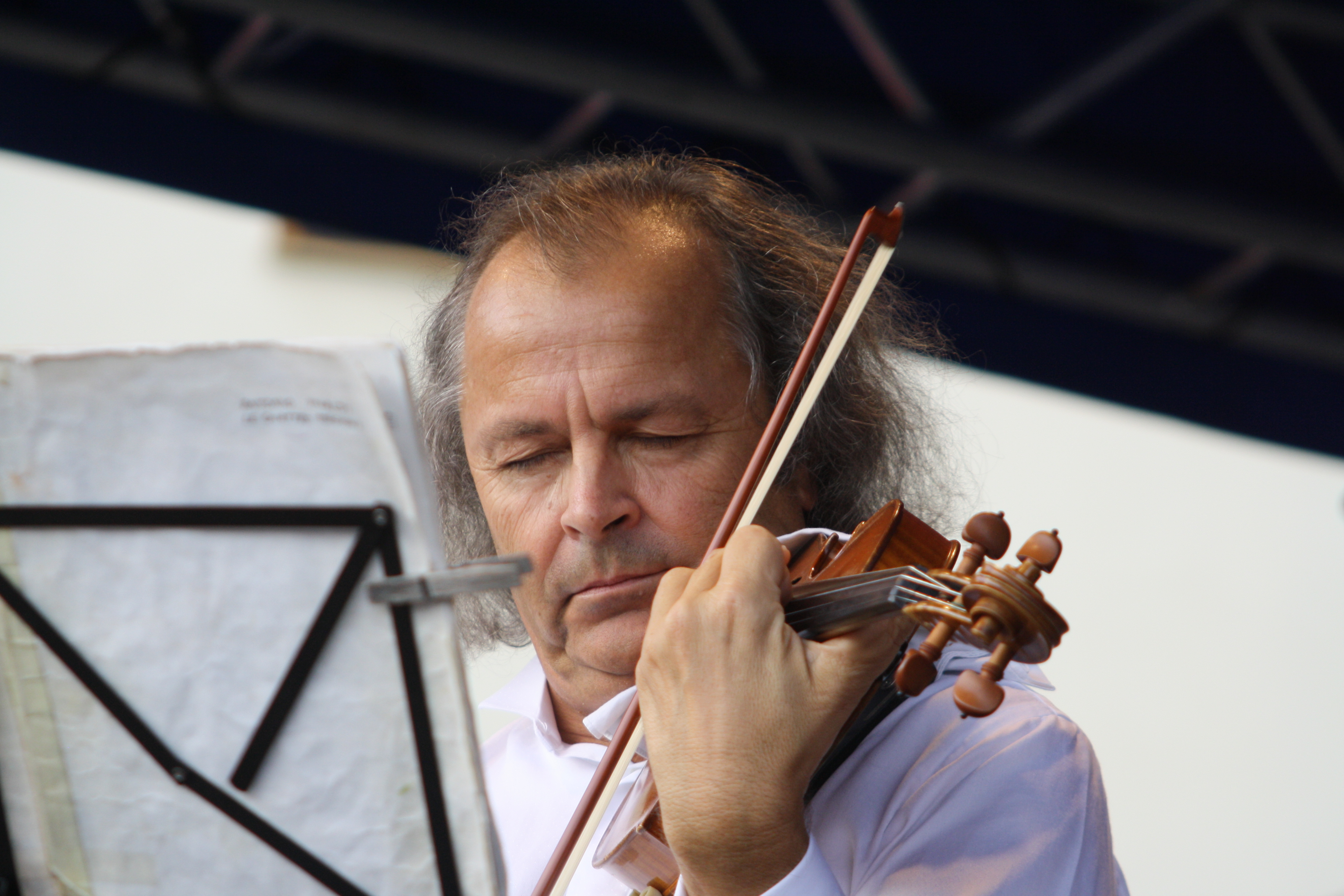
Václav Hudeček (* 1952)

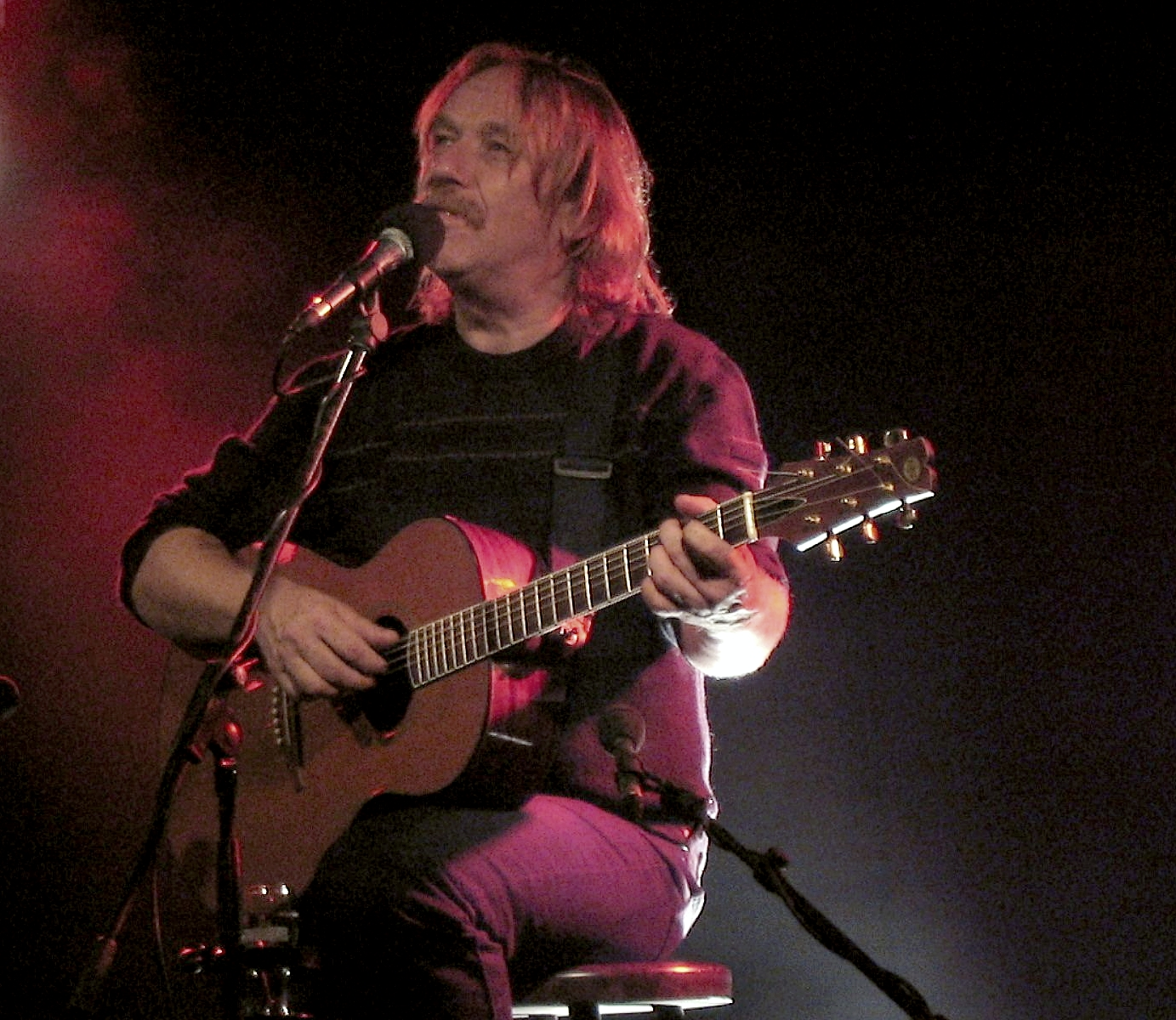
Jaromír Nohavica (* 1953)

- 1650 – Vít Václav Kaňka, český stavitel († 9. dubna 1727)
- 1746 – Ludwig Wenzel Lachnitt, hudební skladatel a hornista pocházející z Čech († 3. října 1820)
- 1798 – Gottfried Menzel, katolický kněz a přírodovědec († 14. května 1879)
- 1802 – Johann Liebieg, východočeský průmyslník († 16. července 1870)
- 1827 – Bernard Pauer, rakouský a český lékař a politik († 21. června 1908)
- 1842 – Josef Štěpánek, historik a spisovatel († 29. března 1915)
- 1844 – Alois Elhenický, český stavitel, architekt a politik († 23. října 1915)
- 1847 – Antonín H. Sokol, novinář a dramatik († 14. května 1889)
- 1874 – Antonín Baťa, starší bratr Tomáše Bati († 8. června 1908)
- 1882 – Rudolf Těsnohlídek, spisovatel († 12. ledna 1928)
- 1886 – Augustin Handzel, český sochař († 26. října 1952)
- 1906 – Josef Beyvl, český herec († 10. října 1978)
- 1917 – Leopold Korbař, swingový klavírista a skladatel († 2. září 1990)
- 1919 – Zdeněk Jílek, pianista a hudební pedagog († 28. dubna 1999)
- 1922 – Oldřich Kryštofek, básník, novinář a spisovatel († 22. listopadu 1985)
- 1927 – Eva Chmelařová-Siblíková, česká výtvarná umělkyně († 16. března 2013)
- 1928
  - Vlastimil Hašek, herec († 12. dubna 1992)
  - Jan Havránek, český historik († 1. září 2003)
- 1935 – Rudolf Zukal, český fotograf († 17. prosince 2010)
- 1938 – Vlasta Štěpová, česká ekonomka a politička
- 1941 – Petr Hach, histolog, embryolog a maltézský rytíř († 24. května 2014)
- 1944 – Jiří Hůla, výtvarník, grafik, publicista, teoretik výtvarného umění († 23. září 2022)
- 1948 – Petr Novák, československý rychlobruslař a trenér
- 1950 – Ivo Železný, spisovatel, nakladatel, překladatel ze švédštiny a finštiny a editor
- 1952
  - Václav Hudeček, houslový virtuos
  - Jiří Kotas, český politik, podnikatel († 5. dubna 2020)
- 1953
  - Jaromír Nohavica, zpěvák
  - Libuše Šafránková, herečka († 9. června 2021)
  - Marek Trizuljak, malíř, sochař, sklář, fotograf a spisovatel
- 1957 – Zbyněk Janáček, výtvarník, grafik, vysokoškolský pedagog, děkan Fakulty umění OU
- 1958 – Karel Melzoch, biotechnolog, rektor VŠCHT v Praze
- 1978 – Jitka Ježková, herečka
- 1983 – Tomáš Micka, hokejista
- 1995 – Lukáš Klok, lední hokejista

### Svět

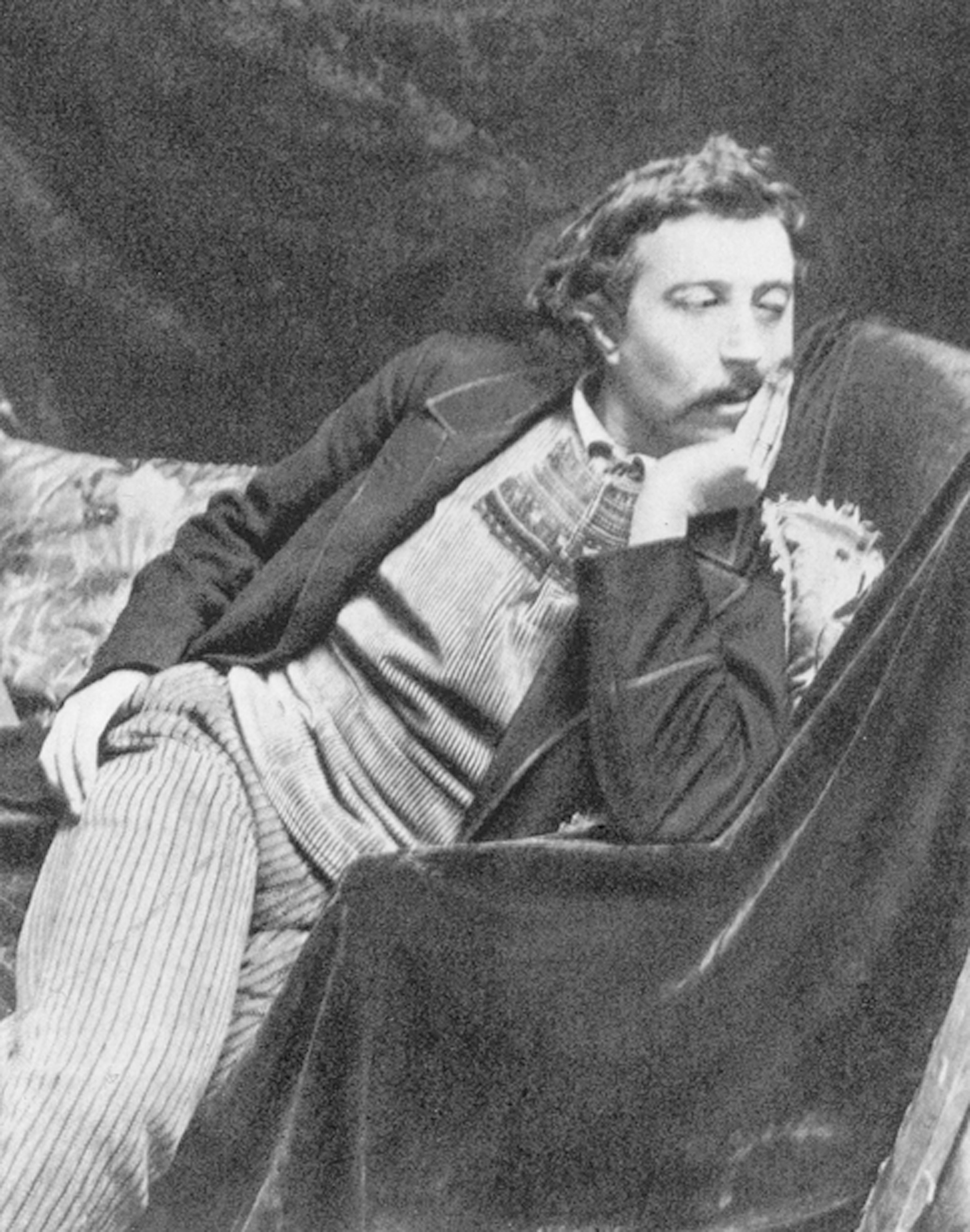
Paul Gauguin (* 1848)

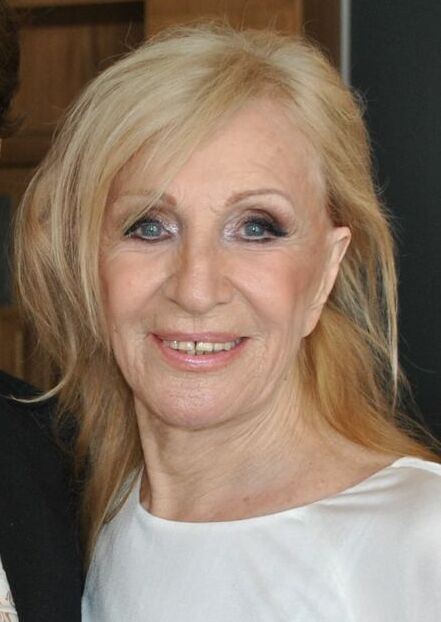
Mária Kráľovičová (* 1927)

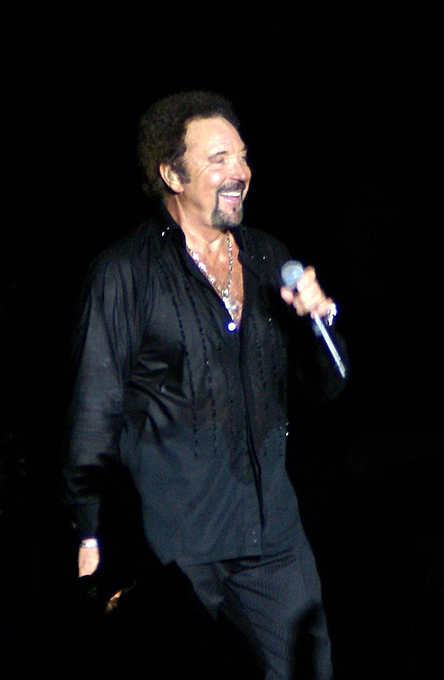
Tom Jones (* 1940)

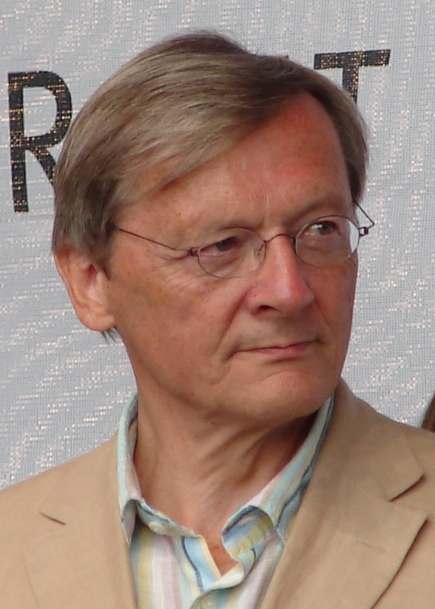
Wolfgang Schüssel (* 1945)

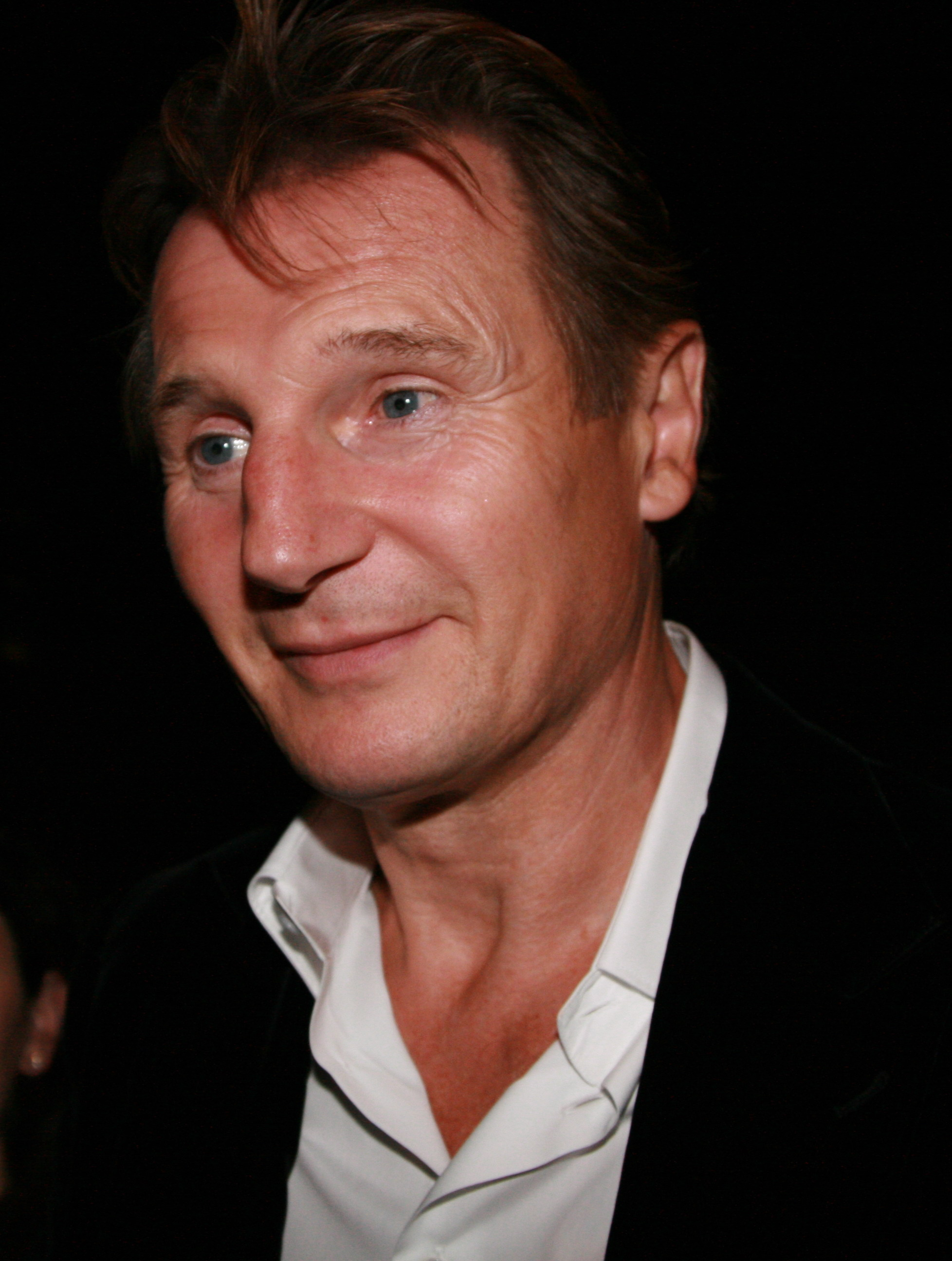
Liam Neeson (* 1952)

- 1686 – Adolf Fridrich III. Meklenbursko-Střelický, meklenbursko-střelický vévoda († 11. prosince 1752)
- 1699 – Franz Anton Pilgram, rakouský barokní architekt († 28. října 1761)
- 1724 – Franz Anton Maulbertsch, rakouský malíř a rytec († 1796)
- 1757 – Georgiana Cavendish, anglická vévodkyně († 30. března 1806)
- 1770 – Robert Jenkinson, britský státník a premiér († 1828)
- 1778 – George Brummell, anglický módní idol († 30. března 1840)
- 1794 – Petr Čaadajev, ruský křesťanský filosof a politický myslitel († 26. dubna 1856)
- 1810 – Anton Dreher, rakouský pivovarník († 27. prosince 1863)
- 1824 – Jean-Pierre Barillet-Deschamps, francouzský zahradní architekt († 12. září 1873)
- 1829 – Nikolaj Fjodorovič Fjodorov, ruský náboženský myslitel a filosof († 28. prosince 1903)
- 1834 – Friedrich Kriehuber, rakouský malíř a ilustrátor († 13. října 1871)
- 1837 – Alois Hitler, rakouský celník, otec Adolfa Hitlera († 3. ledna 1903)
- 1840 – Charlotta Belgická, mexická císařovna († 19. ledna 1927)
- 1848 – Paul Gauguin, francouzský malíř, vůdčí osobnost postimpresionismu († 8. května 1903)
- 1862 – Philipp Eduard Anton von Lenard, německý fyzik († 1947)
- 1868 – Charles Rennie Mackintosh, skotský architekt († 10. prosince 1928)
- 1873 – Franz Weidenreich, německý anatom a antropolog († 11. července 1948)
- 1877 – Charles Glover Barkla, anglický fyzik, nositel Nobelovy ceny († 23. října 1944)
- 1879
  - Knud Rasmussen, grónský polární badatel a antropolog († 1933)
  - Jegor Sozonov, ruský revolucionář († 10. prosince 1910)
- 1885 – Fletcher Steele, americký krajinářský architekt († 16. července 1971)
- 1886 – Henri Coandă, rumunský letecký konstruktér († 25. listopadu 1972)
- 1888 – Samuel Štefan Osuský, slovenský evangelický biskup, pedagog, teolog, historik a spisovatel († 14. listopadu 1975)
- 1890 – Hjalmar Riiser-Larsen, norský polárnik, podnikatel a voják († 3. června 1965)
- 1893 – György Szántó, maďarský spisovatel († 11. září 1961)
- 1896
  - Imre Nagy, maďarský komunistický reformní politik a premiér († 16. června 1958)
  - Robert Sanderson Mulliken, americký chemik, nositel Nobelovy ceny za rok 1966 († 31. října 1986)
- 1897
  - Kirill Afanasjevič Mereckov, maršál Sovětského svazu († 30. prosince 1968)
  - Georges Henri Rivière, francouzský muzeolog († 24. března 1985)
- 1907 – Mascha Kaléko, německy píšící básnířka († 21. ledna 1975)
- 1909
  - Virginia Apgarová, americká pediatrička († 7. srpna 1974)
  - Jessica Tandy, anglická herečka († 11. září 1994)
- 1910 – Marion Post Wolcottová, americká fotografka († 24. listopadu 1990)
- 1913 – Nathaniel Richard Nash, americký dramatik († 11. prosince 2000)
- 1917 – Dean Martin, italskoamerický zpěvák, herec a televizní bavič († 25. prosince 1995)
- 1922 – Aleksander Krawczuk, historik a politik († 27. ledna 2023)
- 1927 – Mária Kráľovičová, slovenská herečka († 5. prosince 2022)
- 1928 – Avraham Šalom, ředitel izraelské vnitřní zpravodajské služby Šin Bet († 19. června 2014)
- 1929
  - Antonio Carbajal, mexický fotbalový brankář († 9. května 2023)
  - John Turner, premiér Kanady († 18. září 2020)
- 1932 – Tina Brooks, americký saxofonista († 13. srpna 1974)
- 1930 – Gérard Genette, francouzský literární teoretik a historik
- 1931 – Magda Paveleková, slovenská herečka († 2015)
- 1933 – Lamine Diack, senegalský atletický funkcionář, prezident Mezinárodní atletické federace († 3. prosince 2021)
- 1934 – Werner Nachtigall, německý biolog
- 1935
  - Ervin Zádor, maďarský vodní pólista, olympijský vítěz († 29. dubna 2012)
  - Rastislav Bero, slovenský architekt a fotograf
- 1936 – David Redfern, anglický fotograf († 23. října 2014)
- 1937
  - Dorothy Stang, americká řeholnice a bojovnice za lidská práva († 12. února 2005, zavražděna)
  - Almut Eggertová, německá herečka
  - Juraj Višný, slovenský architekt, kulturista, herec a globetrotter
- 1940 – Tom Jones, britský zpěvák a herec
- 1941 – Nína Björk Árnadóttir, islandská básnířka († 16. dubna 2000)
- 1942
  - Dennis Meadows, americký ekonom, prognostik a futurolog
  - Muammar Kaddáfí, vládce Libye (†  20. října 2011)
- 1944 – Clarence White, americký hudebník († 14. července 1973)
- 1945
  - Wolfgang Schüssel, rakouský politik
  - Napoleon Murphy Brock, americký hudebník
- 1949 – Lewis Furey, kanadský hudebník a hudební skladatel
- 1950 – Gary Graham, americký herec
- 1951 – Rainer Ptacek, německo-americký kytarista a zpěvák-skladatel s českými předky († 12. listopadu 1997)
- 1952
  - Liam Neeson, britský herec
  - Orhan Pamuk, turecký spisovatel, nositel Nobelovy ceny
- 1954
  - Louise Erdrich, americká spisovatelka
  - Jan Theuninck, belgický (vlámský) malíř a básník
- 1955
  - William Forsythe, americký herec
  - Mark Reale, americký kytarista, člen skupiny Riot († 25. ledna 2012)
- 1956
  - L.A. Reid, americký hudební producent
  - Antonio Alzamendi, uruguayský fotbalista
- 1957 – Fred Vargas, francouzská historička, archeoložka a spisovatelka
- 1958
  - Prince, americký hudebník († 21. dubna 2016)
  - Francesca von Thyssen-Bornemisza, švýcarská sběratelka uměleckých děl
- 1959 – Mike Pence, americký politik, viceprezident Spojených států amerických
- 1960 – Svetlana Kitićová jugoslávská házenkářka
- 1962
  - Lance Reddick, americký herec († 17. března 2023)
  - Michael Cartellone, americký bubeník
- 1963 – Gordon Gano, americký zpěvák, kytarista a houslista
- 1965 – Damien Hirst, britský výtvarný umělec
- 1967 – Dave Navarro, americký kytarista
- 1969 – Joachim Dánský, dánský princ
- 1970
  - Mike Modano, americký lední hokejista
  - Cafu, brazilský fotbalista
- 1974 – Mahesh Bhupathi, indický tenista
- 1975
  - Dianne Pilkington, anglická herečka
  - Allen Iverson, americký basketbalista
- 1981 – Anna Kurnikovová, ruská tenistka
- 1985
  - Richard Thompson, atlet Trinidadu a Tobaga
  - Claydee, řecký hudební umělec
- 1988
  - Jekatěrina Makarovová, ruská tenistka
  - Michael Cera, kanadský herec
- 1990 – Iggy Azalea, australská rapperka
- 1991 – Emily Ratajkowski, americká modelka a herečka
- 1993 – George Ezra, britský zpěvák a textař
- 2003 – Letsile Tebogo, botswanský běžec na 100 až 400 metrů

## Úmrtí

### Česko

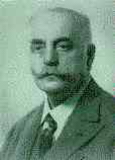
František Čuřík († 1944)

- 1667 – Rodrigo de Arriaga, filozof a teolog španělského původu žijící v Praze (* 17. ledna 1592)
- 1789 – Václav Jan Kopřiva, hudební skladatel (* 8. února 1708)
- 1847 – Šebestián Hněvkovský, národní buditel a básník (* 19. března 1770)
- 1879 – Siegfried Kapper, český a německý básník, spisovatel a lékař (* 21. března 1820)
- 1919 – Adolf Piskáček, hudební skladatel, sbormistr a spisovatel (* 8. listopadu 1873)
- 1938 – Josef Souček, český evangelický teolog (* 10. října 1864)
- 1944
  - Emanuel Chobot, levicový politik polské národnosti (* 1. ledna 1881)
  - František Čuřík, český matematik (* 23. června 1876)
- 1953 – Wenzel Salomon, český malíř německé národnosti (* 4. února 1874)
- 1954 – Rudolf Jílovský, kabaretiér, zpěvák, šansoniér, herec a redaktor (* 1. července 1890)
- 1961 – Karla Vobišová-Žáková, sochařka (* 21. ledna 1887)
- 1964 – Vítězslav Veselý, chemik a vysokoškolský pedagog (* 29. prosince 1877)
- 1974
  - Richard Teltscher, zakladatel Židovského ústředního musea v Mikulově (* 13. února 1888)
  - Jiří Kroha, architekt (* 5. června 1893)
- 1981 – Marie Zápotocká, manželka československého prezidenta Antonína Zápotockého (* 6. prosince 1890)
- 1982
  - Vladimír Kovářík, literární vědec (* 12. října 1913)
  - Karel Kazbunda, historik, archivář a pedagog (* 25. ledna 1888)
- 1998 – Bohuslav Ondráček, hudební skladatel, hudební dramaturg a producent (* 27. června 1932)
- 2000 – Josef Kozák, československý volejbalový reprezentant a trenér (* 6. března 1920)
- 2007 – Miroslav J. Černý, akademický malíř, grafik a sochař (* 15. února 1935)
- 2013 – Vilém Kraus, odborník v oblasti vinařství a vinohradnictví (* 30. května 1924)
- 2019 – Bohumil Svatoš, horolezec (* 24. srpna 1929)
- 2024
  - Martin Hruška, herec (* 15. listopadu 1967)
  - Hermína Franková, spisovatelka a scenáristka (* 6. července 1928)

### Svět
- 0555 – Vigilius, papež (* kolem 500)
- 1329

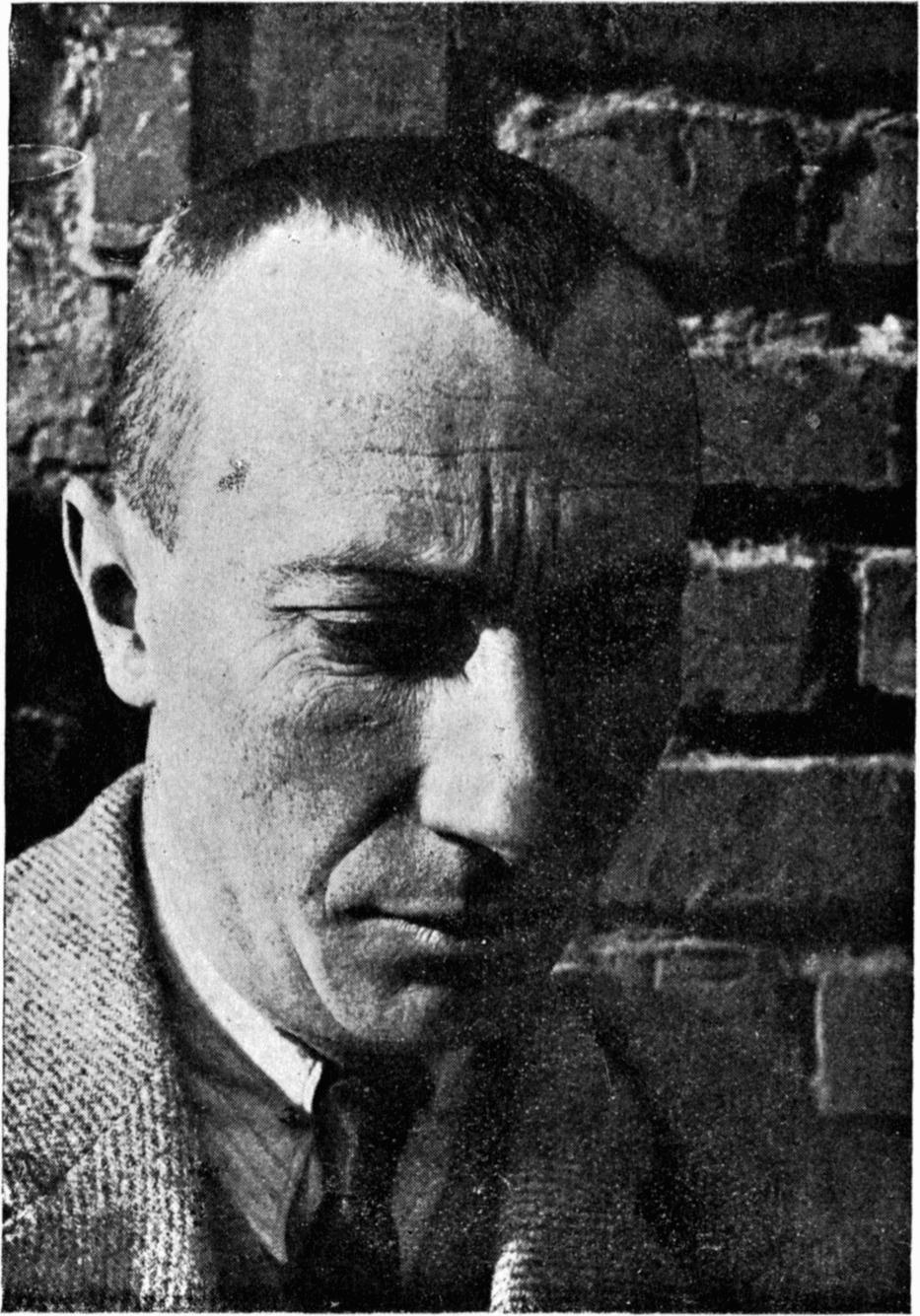
Hans Arp († 1966)

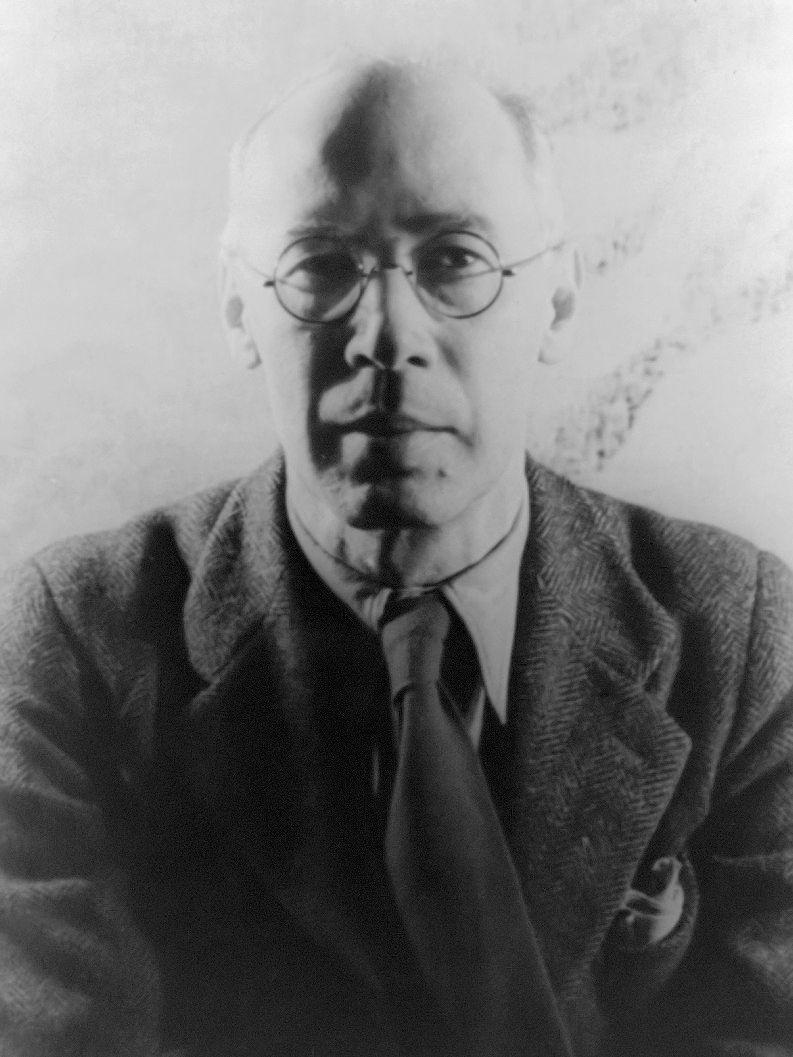
Henry Miller († 1980)

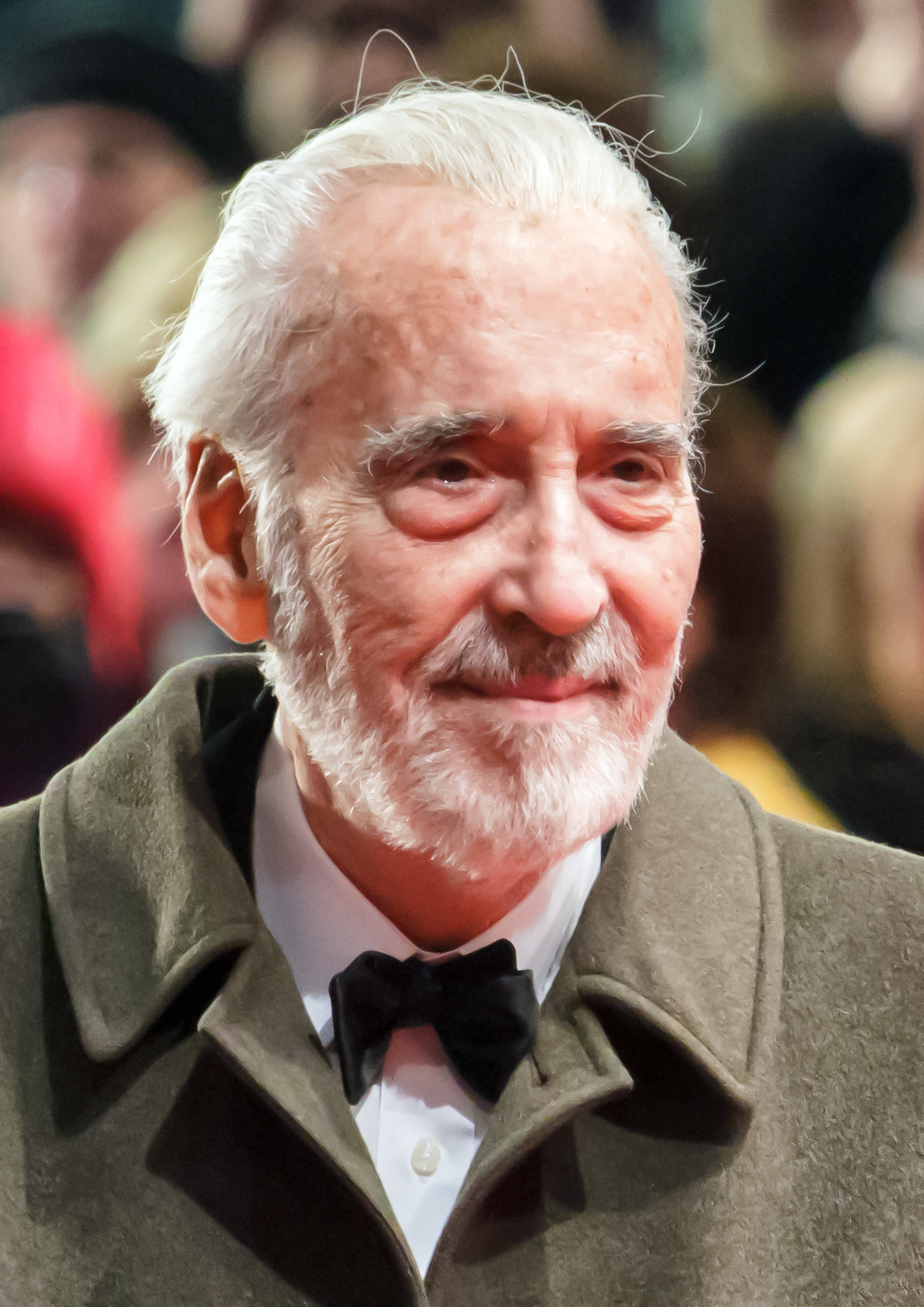
Christopher Lee († 2015)

  - Robert I. Skotský, skotský král (* 1274)
  - Konrád z Erfurtu, první opat cisterciáckého kláštera ve Zbraslavi u Prahy (* 1247)
- 1358 – Takaudži Ašikaga, japonský samurajský velitel (* 1305)
- 1394 – Anna Lucemburská, anglická královna, dcera Karla IV. a Alžběty Pomořanské (* 1366)
- 1492 – Kazimír IV. Jagellonský, litevský velkokníže a polský král (* 1427)
- 1560 – Leonard Stöckel, slovenský spisovatel, pedagog a teolog (* 1510)
- 1673 – Evžen Mořic Savojský, francouzský šlechtic a generál (* 1635)
- 1737 – Rinaldo Ranzoni, italský zlatník vrcholného baroka v Praze (* 21. srpna 1671)
- 1764 – Žofie Karolína Braniborsko-Kulmbašská, kněžna Východního Fríska (* 31. března 1705)
- 1771 – Florian Josef Bahr, německý kněz a misionář v Číně (* 16. srpna 1706)
- 1821 – Louis Claude Marie Richard, francouzský botanik (* 19. září 1754)
- 1826 – Joseph von Fraunhofer, německý optik, fyzik a astronom (* 1787)
- 1840 – Fridrich Vilém III., pruský král (* 1770)
- 1843
  - Alexis Bouvard, francouzský astronom (* 1767)
  - Friedrich Hölderlin, německý lyrik (* 1770)
- 1848 – Vissarion Grigorjevič Bělinskij, ruský literární kritik, estetik, radikální demokrat (* 11. června 1811)
- 1854 – Charles Baudin, francouzský admirál (* 1792)
- 1859 – David Cox, anglický malíř (* 29. dubna 1783)
- 1861 – Patrick Brontë, irský kněz a básník (* 17. března 1777)
- 1862 – James J. Andrews, hrdina americké občanské války (* 1829)
- 1863 – Franz Xaver Gruber, rakouský skladatel, autor koledy Tichá noc (* 25. listopadu 1787)
- 1876 – Joséphine de Beauharnais jr., královna Švédska a Norska (* 1807)
- 1885 – Richard Beard, anglický fotograf a podnikatel (* 22. prosince 1801)
- 1919 – Ján Kršák, slovenský spisovatel a překladatel (* 15. srpna 1844)
- 1921 – Hans Christian Cornelius Mortensen, dánský ornitolog (* 27. srpna 1856)
- 1925 – Camille Flammarion, francouzský astronom a spisovatel (* 26. února 1842)
- 1929 – Henri Gervex, francouzský malíř (* 10. prosince 1852)
- 1935 – Ivan Vladimirovič Mičurin, ruský šlechtitel a ovocnář (* 1855)
- 1945 – Mile Budak, chorvatský politik a spisovatel (* 30. srpna 1889)
- 1951 – Otto Ohlendorf, německý právník, válečný zločinec (* 16. května 1907)
- 1953 – Géza Róheim, maďarský antropolog a psychoanalytik (* 12. září 1891)
- 1954 – Alan Turing, významný britský matematik, logik a zakladatel mnoha nejen počítačových vědních oborů (* 1912)
- 1956
  - Julien Benda, francouzský filozof a spisovatel (* 26. prosince 1867)
  - Gottfried Benn, německý lékař a básník (* 2. května 1881)
- 1962 – Joseph Profaci, italsko-americký mafiánský boss (* 2. listopadu 1897)
- 1965 – Judy Hollidayová, americká herečka (* 21. června 1921)
- 1966 – Hans Arp, německý sochař, malíř a básník (* 1886)
- 1970 – Edward Morgan Forster, anglický spisovatel (* 1. ledna 1879)
- 1971 – Antoni Szylling, polský generál za druhé světové války (* 31. srpna 1881)
- 1972 – Jean Merrien, francouzský mořeplavec a spisovatel (* 3. června 1905)
- 1978 – Ronald George Wreyford Norrish, britský chemik, nositel Nobelovy ceny (* 1897)
- 1979 – Forrest Carter, americký spisovatel (* 4. září 1925)
- 1980
  - Marian Spychalski, polský maršál a ministr národní obrany (* 6. prosince 1906)
  - Henry Miller, americký spisovatel (* 1891)
  - Philip Guston, americký malíř (* 27. června 1913)
- 1987 – Tibor Frešo, slovenský skladatel a dirigent (* 20. listopadu 1918)
- 1993 – Dražen Petrović, jugoslávský a chorvatský basketbalista (* 1964)
- 1997 – Stanley Schachter, americký psycholog (* 15. dubna 1922)
- 2002
  - Mary Lilian Baels, manželka krále Leopolda III. Belgického (* 28. listopadu 1916)
  - Signe Hasso, švédská herečka, spisovatelka a skladatelka (* 15. srpna 1915)
- 2009 – Hugh Hopper, britský baskytarista (* 29. dubna 1945)
- 2010 – Mordechaj Elijahu, sefardský vrchní rabín Izraele (* 3. března 1929)
- 2011
  - Ricardo Alegría, portorický archeolog, antropolog a spisovatel (* 14. dubna 1921)
  - Jorge Semprún, španělský exilový spisovatel, scenárista a politik (* 10. prosince 1923)
- 2012
  - Bob Welch, americký zpěvák a kytarista, člen skupiny Fleetwood Mac (* 31. července 1946)
  - Lil Phat, americký rapper (* 25. července 1992)
- 2013 – Pierre Mauroy, 156. předseda vlády Francie (* 5. července 1928)
- 2015
  - Gwilym Prichard, velšský malíř (* 4. března 1931)
  - Christopher Lee, britský herec (* 27. května 1922)

## Svátky

### Česko
- Iveta
- Slavoj
- Ariadna, Ariana

### Svět
- Světový den rorýsů
- Slovensko: Róbert
- Čad: Státní svátek
- Irsko: June Bank Holiday
- Chile: Výročí bitvy u Arica
- OSN: Světový den bezpečnosti potravin

### Liturgický kalendář
- Sv. Robert
- Sv. Deochar

| 7. červen v pražském KlementinuÚdaje jsou platné k 29. 4. 2025. | 7. červen v pražském KlementinuÚdaje jsou platné k 29. 4. 2025. | 7. červen v pražském KlementinuÚdaje jsou platné k 29. 4. 2025. |
| minimum                                                         | denní průměr                                                    | maximum                                                         |
| --------------------------------------------------------------- | --------------------------------------------------------------- | --------------------------------------------------------------- |
| 5,5 °C (1962)                                                   | 18,1 °C (od 1961)                                               | 33,2 °C (1998)                                                  |